# Nathaniel Wedderburn
Nathaniel Wedderburn, född 30 juni 1991 i Wolverhampton, är en engelsk fotbollsspelare som spelar som mittfältare för Cowdenbeath.